# Junkers EF 132
El Junkers EF 132 fue uno de los últimos proyectos en desarrollo de un bombardero realizados por Junkers durante la Segunda Guerra Mundial, y fue la culminación del diseño del Junkers Ju 287 que comenzó en 1942. Capturado por los soviéticos, fue la base de muchos de los bombarderos de la Guerra Fría como el Miasíshchev M-4.

## Descripción

### Alas
Las alas montadas en el hombro fueron dejadas hacia atrás en un ángulo de 35 grados y en un pequeño anhedro. Seis motores a reacción Jumo 012 cada uno de 2500 kgf (5500 libras) de empuje, fueron encastrados en las raíces alares. Los resultados del túnel de viento mostraron las ventajas de tener los motores dentro del ala, en lugar de causar resistencia cuando están montados por debajo de la superficie del ala. Se construyeron varias maquetas de madera de las secciones del ala, con el fin de encontrar la mejor manera de montar los motores sin gastar demasiado espacio y al mismo tiempo la mantener accesibilidad para su mantenimiento. Los flaps de aterrizaje fueron diseñados para dividir los lomos, y el objetivo era hacer la revisión y el funcionamiento sencillos.

### Fuselaje
Debido a la colocación alta de las alas en el fuselaje se podría utilizar en el centro del fuselaje una bahía de bombas ininterrumpida de 12 metros. La cola de los aviones también fue diseñada de nuevo y el EF 132 tenía una aleta vertical y timón normal. Un interesante concepto de tren de aterrizaje estaba previsto, que consistía en una rueda de nariz, dos en tándem principal centro de las ruedas debajo de la parte trasera del fuselaje, y ruedas de tipo outrigger en cada ala exterior. Este tren de aterrizaje se usó posteriormente en aviones estadounidenses y soviéticos como el Boeing B-52 , el Boeing B-47 y el Miasíshchev M-4.

### Cabina
Una cabina presurizada totalmente acristalada, situada en el extremo del fuselaje nariz acomodaba una tripulación de cinco personas.

### Armamento
El armamento constaba de dos torres gemelas con cañones de 20 mm (uno situado a popa de la cabina y el otro debajo del fuselaje) y en la popa tenía una doble torreta con cañón de 20 mm . Todo este armamento defensivo estaba controlado a distancia desde la cabina.
Tenía una carga de 4000-5000 kg de bombas para ser transportadas.

## Historia

### Desarrollo y pruebas
Un modelo de túnel de viento se puso a prueba a principios de 1945, y una maqueta escala 1:1 de madera también se construyó en la instalación Junkers de Dessau para poner a prueba la colocación de los diversos componentes, y para comprobar las diferentes aberturas de admisión de aire en el ala avanzada de los motores a reacción.

### Cae en manos de los soviéticos
La etapa de desarrollo había avanzado mucho cuando los soviéticos invadieron el complejo de Dessau y tomaron posesión de todos los diseños y componentes de los Ju 287 y EF 132 . Los soviéticos dieron su aprobación para que la fábrica de Junkers Dessau fuera parcialmente reconstruida, reparados los túneles de viento y los motores a reacción y la de las instalaciones de prueba de fabricación que se pusieran de nuevo en funcionamiento ya que habían sido severamente bombardeada. La maqueta de madera fue inspeccionada frecuentemente por funcionarios soviéticos, y trasladada a la URSS, junto con el traslado forzoso de todos los trabajadores de Junkers en octubre de 1946. El trabajo fue iniciado con un planeador por la necesidad de realizar más ensayos de vuelo en las características de manejo, que se reveló como excelente. Los trabajos de construcción habían comenzado en el Ju EF 132 cuando se dio orden para detener todos los trabajos, y el proyecto fue cancelado.

## Especificaciones (EF 132)
Referencia datos: 

### Características generales
- Tripulación: 5
- Carga: 33 700 kg (74 274,8 lb)
- Longitud: 30,8
- Envergadura: 32,4
- Altura: 8,4
- Superficie alar: 161 m² (1733 ft²)
- Peso vacío: 31 300
- Peso máximo al despegue: 65 000
- Planta motriz: 6× turbojet Junkers Jumo 012.
  - Empuje normal: 24,5 kN (2495 kgf; 5500 lbf) de empuje cada uno.
- Combustible: 18.000 kg
- Lubricantes: 250 kg

### Rendimiento
- Velocidad máxima operativa (Vno): 930 km/h (578 MPH; 502 kt)
- Velocidad crucero (Vc): 850 km/h (528 MPH; 459 kt)
- Alcance: 3500 km (1890 nmi; 2175 mi) [4]
- Radio de acción: 2,7 horas.
- Alcance en combate: km
- Techo de vuelo: 10 m (34 ft) probablemente entre 11.000 y 14.000 m[5]
- Régimen de ascenso: 15,5
- Carga alar: 403,7 kg/m²
- Empuje/peso: 4,33
- Distancia mínima de despegue: 1.260 m
- Distancia mínima de aterrizaje: 580 m
- Velocidad mínima de aterrizaje: 190 km/h

### Desarrollos relacionados
- Junkers Ju 287
- OKB-1
- Miasíshchev M-4

### Artículos similares
- Boeing B-47 Stratojet

### Listas relacionadas
- Anexo:Proyectos y prototipos de aviones de la Luftwaffe durante la Segunda Guerra Mundial